# Пирролизидиновые алкалоиды

Пирролизидин

Пирролизидиновые алкалоиды — группа алкалоидов преимущественно растительного происхождения, содержащие в своей молекуле остаток пирролизидина. Обнаружены пирролизидиновые алкалоиды в 14 семействах растений, а также в организмах животных. Наиболее богаты данными алкалоидами растения родов Бузульник (Ligularia) и Крестовник (Senecio) из семейства Астровые, Чернокорень (Cynoglossum), Гелиотроп (Heliotropium) и Трахелантус (Trachelanthus) из семейства Бурачниковые, Кротолярия (Crotolaria) из семейства Бобовые. По состоянию на 2021 год описано более 600 различных пирролизидиновых алкалоидов (в том числе N-оксидов), содержащихся в более чем 6 тысяч видов растений.
Биосинтетическим предшественником служит диамин — кадаверин. Одна его молекула окисляется до гамма-аминомасляного альдегида, который, реагируя с неизмененным амином, образует шиффово основание. Из него пирролизидины образуются путём последующих реакций окисления, восстановления и циклизации. Обычно растительные пирролизидиновые алкалоиды обладают структурой сложных неинновых спиртов с одно- (гелиотрин) или двухосновными полифункциональными нециновыми кислотами.

## Классификация

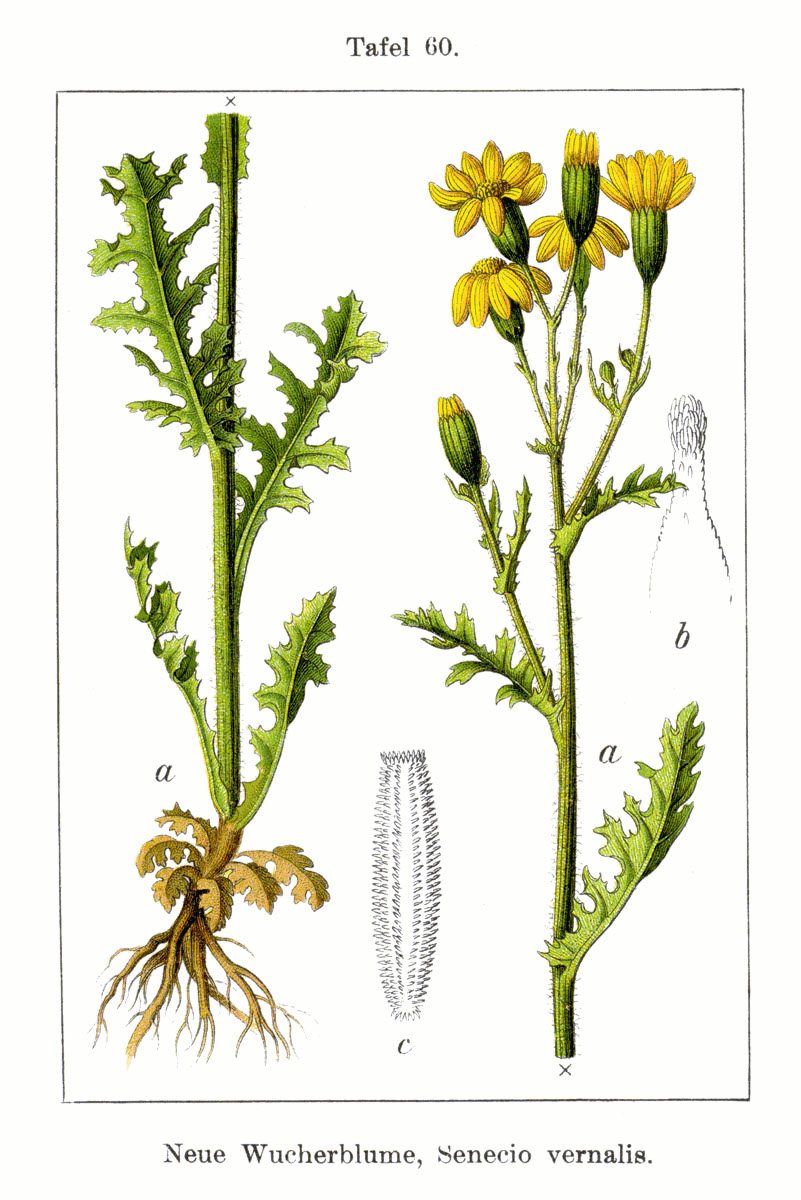
Крестовник весенний (Senecio vernalis).

Пирролизидиновые алкалоиды принято разделяют на три группы:
- неэфирные алкалоиды,
- сложные эфиры монокарбоновых кислот,
- макроциклические диэфиры.

Неэфирные алкалоиды являются обычно вязкими жидкостями или низкоплавкими кристаллами, хорошо растворимыми в воде и органических растворителях и сильных основаниях. К ним относятся, в частности, гелиотридин, трахелантамидин, 1-метилен-7-гидроксипирролизидин.
Эфиры монокарбоновых кислот представляют собой вязкие жидкости или кристаллические низкоплавкие вещества; умеренно растворимые в воде и органических растворителях; основания средней силы; часто существуют в виде N-оксидов. Примерами могут служить индицин, линделофин и саррацин.
Макроциклические диэфиры представляют собой кристаллические высокоплавкие вещества, плохо растворимые в воде, но хорошо растворимые в органических растворителях; слабые основания. данная группа включает, например, платифиллин и триходесмин. Некоторые макроциклические пирролизидиновые алкалоиды — сложные эфиры, образованные с участием отонецина или дигидропирролизинона. Среди пирролизидиновых алкалоидов имеются хлорсодержащие алкалоиды, например лолидин.
Часто растительные алколоиды пирролизидина присутствуют в виде N-оксидов. Преобладающее большинство пирролизидиновых алкалоидов являются веществами с высокой биологической активностью, но обладают высокой токсичностью, особенно для печени человека. Некоторые другие проявляют противоопухолевую активность (триходесмин, N-оксид индицина), обнаруживают гипотензивные свойства.
Канцерогенные и гепатотоксические свойства пирролизидиновых алкалоидов проявляются в результате летального синтеза, и образующийся в печени при метаболизме пирролизидинов резонансно стабилизированный катион способен атаковать биологические нуклеофилы — белки и нуклеиновые кислоты, повреждая их структуру.

## Использование в медицине
Существуют пирролизидиновые алкалоиды, применяемые в медицине. Наибольшее значение среди них имеют платифиллин и саррацин, содержащиеся в растениях рода крестовник. Платифиллин представляет собой бесцветные кристаллы с температурой плавления 129 °С; хорошо растворим в хлороформе, хуже — в этаноле, бензоле, ацетоне, не растворим в воде. Образует пикрат, иодметилат, битартрат.
Саррацин представляет собой бесцветные кристаллы, с температурой плавления 51-52 °C; хорошо растворим в этаноле, диэтиловом эфире, хлороформе, плохо растворим в воде. Образует пикрат, битартрат.
Сырьем для промышленного получения данных алкалоидов служат Крестовник широколистный (Senecio platiphyllus) и крестовник приречный (Senecio sarracenicus). Платифиллин и саррацин оказывают холинолитическое и спазмолитическое действие и широко применяются при спазмах гладкой мускулатуры органов брюшной полости, бронхиальной астме, артериальной гипертензии.

## Токсичность
Потребление пирролизидиновых алкалоидов было связано с повреждением печени, которое, в частности, считается одной из основных причин венозно-окклюзионной болезни печени (ОВЗ), которая может привести к циррозу печени и печеночной недостаточности. Кроме того, токсины также могут вызывать легочную гипертензию, гипертрофию сердца, дегенеративные повреждения почек или даже смерть. Длительное воздействие этих загрязняющих веществ связано с генотоксичными и канцерогенными эффектами.

## Пищевая безопасность
За период 2012-2021 заметно увеличилось количество предупреждений, опубликованных на европейском портале Food and Feed Safety Alerts (RASFF), о пищевых продуктах с высоким уровнем содержания пирролизидиновых алкалоидов и их окисленных форм (N-оксиды). Обнаруженные высокие уровни этих природных токсинов (значения в диапазоне от 26,5 до 556 910 мкг/кг) являются важной проблемой безопасности пищевых продуктов. 
Основными источниками потребления пирролизидиновых алкалоидов людьми, по-видимому, являются продукты растительного происхождения: мед, пыльца, чаи, травяные чаи, пищевые добавки, специи и ароматические травы. Загрязнение токсином также было обнаружено в продуктах животного происхождения, таких как молоко, мясо и яйца, как следствие кормления животных растениями, продуцирующими пирролизидиновые алкалоиды. .
По состоянию на 2021 год, Европейское агентство по безопасности продуктов питания (EFSA) рекомендует набор из 17 алкалоидов, которые необходимо контролировать в продуктах питания: интермедин, интермедин-N-оксид, ликопсамин, ликопсамин-N-оксид, сенеционин, сенеционин-N-оксид, сенивернин, сенецивернин-N-оксид, сенецифиллин, сенецифиллин-N-оксид, ретрорсин, ретрорсин-N-оксид, эхимидин, эхимидин-N-оксид, лазиокарпин, лазиокарпин-N-оксид и сенкиркин. Рассматривается вопрос включения: европина, гелиотрина и их соответствующих N-оксидов из-за заметного присутствия этих соединений в некоторых продуктах питания.
Допустимое суточное потребление пирролизидиновых алкалоидов различается в разных странах. Европейское агентство по лекарственным средствам рекомендует максимальное суточное потребление 0,007 мкг/кг массы тела. В Австралии и Новой Зеландии, потребление человеком пирролизидиновых алкалоидов считается риском только в сценарии хронического воздействия, и — рекомендуется допустимая суточная доза 1 мкг/кг массы тела.
Управление по санитарному надзору за качеством пищевых продуктов и медикаментов США (FDA) в 2001 запретило продажу пищевых добавок из окопника из-за содержания пирролизидиновых алкалоидов.